# Puraći
Puraći (cyr. Пураћи) – wieś w Bośni i Hercegowinie, w Republice Serbskiej, w gminie Prnjavor. W 2013 roku liczyła 269 mieszkańców.